# Lawrence Sigmund Bittaker und Roy Lewis Norris
Lawrence Sigmund Bittaker (* 27. September 1940 in Pittsburgh, Pennsylvania; † 13. Dezember 2019) und Roy Lewis Norris (* 2. Februar 1948 in Greeley, Colorado; † 24. Februar 2020) waren zwei US-amerikanische Serienmörder, die zusammen mindestens fünf Frauen und Mädchen vergewaltigten und zu Tode folterten. In ihrem Fahrzeug fand man Fotos von 19 weiteren Frauen, die bis heute als vermisst gelten. 

## Täter
Lawrence Sigmund Bittaker wurde am 27. September 1940 in Pittsburgh geboren und von Adoptiveltern aufgezogen. 1957 wurde er wegen Autodiebstahls, Flucht vor der Polizei und Zechprellerei zum ersten Mal inhaftiert. 1961 wurde er wegen Raubes zu höchstens 15 Jahren Haft verurteilt, aus der er jedoch 1963 vorzeitig auf Bewährung entlassen wurde. Wegen mehrerer Verstöße gegen seine Bewährungsauflagen, weiterer kleiner Verbrechen und versuchten Mordes an einem Supermarktangestellten, der ihn beim Diebstahl erwischte, saß er bis 15. November 1978 im Gefängnis. 
Roy Lewis Norris wurde am 2. Februar 1948 in Greeley geboren, wo er bis zu seinem 17. Lebensjahr blieb. Anschließend ging er zur US-Marine und war u. a. vier Monate im Vietnamkrieg eingesetzt. 1969 kehrte er nach Südkalifornien zurück, wo er versuchte, eine Autofahrerin zu vergewaltigen. Nachdem er dafür drei Monate im Gefängnis verbracht hatte, saß er für zwei weitere brutale Vergewaltigungen und eine versuchte Vergewaltigung bis zum 15. Januar 1979 im Gefängnis.

## Mordserie
Die beiden lernten sich im California State Prison in San Luis Obispo kennen, wo sie zusammen einsaßen. Nach ihren Entlassungen trafen sich die beiden Männer wieder und fuhren mit ihrem silbernen GMC-Van die Pazifikküste entlang. Dabei hielten sie immer wieder an Stränden an, um mit Frauen zu flirten und sie zu fotografieren. Am 24. Juni 1979 entdeckten sie die 16-jährige Lucinda Lynn Schaefer, die gerade von der Kirche kam und auf dem Weg zu ihrer Großmutter war. Im Vorbeifahren zog Norris sie ins Fahrzeug, fesselte sie und klebte ihr die Lippen zu, während Bittaker das Radio lauter drehte und weiterfuhr. An einer einsamen Straßenstelle zwangen sie das Mädchen für sie zu strippen. Nach einiger Zeit entfernte sich Bittaker vom Fahrzeug, um Norris mit ihr alleine zu lassen, der das Mädchen über eine Stunde lang vergewaltigte. Nachdem er vergeblich versucht hatte sie zu erdrosseln, tötete Bittaker sie mit einer Garotte. Anschließend wickelten sie Schaefer in einen Duschvorhang und warfen sie in eine Schlucht.
Am 8. Juli 1979 stieg die 18-jährige Anhalterin Andrea Hall in das Fahrzeug der beiden, nachdem sie ihr freundlich zugeredet und ihr kühle Getränke angeboten hatten. Als Bittaker wieder das Radio lauter drehte, überwältigte Norris das Mädchen, fesselte sie und klebte ihr ebenfalls die Lippen zu. Nachdem sie von beiden vergewaltigt worden war, rammte Bittaker ihr einen Eispickel in beide Ohren, erdrosselte das bereits sterbende Mädchen und warf es von einer Klippe.
Am 3. September 1979 saßen die 15-jährige Jackie Gilliam und ihre 13-jährige Freundin Leah Lamp an einer Bushaltestelle, als Norris und Bittaker ihnen anboten sie mitzunehmen. Nach kurzer Fahrt sagte Bittaker, dass er kurz anhalten müsse, da ihm schlecht sei. Als Leah Lamp die Schiebetüre des Vans öffnen wollte, stürzten sich die beiden Männer auf die Mädchen; Bittaker streckte Lamp mit einem Baseballschläger nieder und half anschließend Norris bei der Überwältigung von Gilliam. Nachdem sie beide gefesselt und ihnen den Mund verklebt hatten, vergewaltigten und folterten sie die Mädchen zwei Tage lang und nahmen dies sogar auf Video auf. Danach rammte Bittaker einen Eispickel in beide Ohren von Gilliam und erdrosselte sie anschließend. Norris zertrümmerte den Schädel von Lamp mit sieben Hammerschlägen. Nachdem Bittaker noch den Eispickel in den Schädel von Gilliam gerammt hatte, warfen sie beide Opfer von einer Klippe.
In der Halloween-Nacht 1979 nahmen sie die 16-jährige Anhalterin Shirley Lynette Ledford mit und überwältigten sie im Fahrzeug. Norris vergewaltigte und folterte das Mädchen anschließend und nahm dies auf Tonband auf. Nachdem er sie mit 25 Hammerschlägen getötet hatte, schnürte Bittaker ihr mit Kabelbinder den Hals ab, um sicherzugehen, dass sie tot war, und warf sie in einen Efeustrauch.
Am 30. September 1979 vergewaltigten sie Shirley Sanders, der jedoch die Flucht gelang.

## Verurteilung
Nachdem Norris im Oktober 1979 einem ehemaligen Mitgefangenen von seinen Taten erzählt hatte, verständigte dieser seinen Anwalt. Shirley Sanders identifizierte kurz darauf anhand gezeigter Fotos die beiden als ihre Angreifer. Als die Polizei den silbernen Van der beiden durchsuchte, fanden sie darin über 500 Fotos von jungen Frauen, darunter auch der fünf Opfer sowie von 19 weiteren Frauen, die bis heute als vermisst gelten. Außerdem wurden Tonbänder gefunden, auf denen Schreie in Todesangst sowie Geräusche von Folterungen und Vergewaltigungen zu hören waren. Während des Verhörs legte Norris mit Aussicht auf eine mildere Strafe ein umfassendes Geständnis ab, während Bittaker keinerlei Reue zeigte und sogar lachte, als man ihm Fotos der zugerichteten Opfer zeigte. Er wurde am 24. März 1981 zum Tode verurteilt und starb am 13. Dezember 2019 im San Quentin State Prison an einer natürlichen Todesursache.
Norris wurde zu 45 Jahren Haft verurteilt. 2009 und 2019 wurden Gnadenanträge abgelehnt. Er überlebte Bittaker um nur rund zwei Monate und starb am 24. Februar 2020 in Vacaville, Kalifornien.